# Abdulmalek Al-Khaibri
Abdulmalek Al-Khaibri (in arabo عبدالملك الخيبري‎?; Riad, 13 marzo 1986) è un ex calciatore saudita, di ruolo centrocampista.

## Caratteristiche tecniche
È un mediano.

## Carriera

### Nazionale
È stato incluso nella lista dei convocati per il Campionato mondiale di calcio 2018.

## Palmarès

### Club

#### Competizioni nazionali
- Lega saudita professionistica: 2

Al-Hilal: 2016-2017, 2017-2018
- Coppa del Re dei Campioni: 1

Al-Hilal: 2017
- Supercoppa saudita: 2

Al-Shabab: 2014
Al-Hilal: 2018

#### Competizioni internazionali
- AFC Champions League: 1

Al-Hilal: 2019